# واریوراستند (آلاباما)
واریوراستند (به انگلیسی: Warriorstand) یک منطقهٔ مسکونی در ایالات متحده آمریکا است که در شهرستان مکون، آلاباما واقع شده‌است. واریوراستند ۱۴۹٫۰۵ متر بالاتر از سطح دریا قرار دارد.

## تاریخچه
زمین‌های شهرستان ماکون قبل از اسکان اروپایی-آمریکایی‌ها توسط سرخپوستان کریک اشغال شده بود.
در سال ۱۸۰۵، جاده فدرال قدیم در سراسر جامعه کریک ساخته شد و میلجویل، جورجیا را به فورت‌ استودرت، قلمرو می‌سی‌سی‌پی متصل می‌کرد. کریک از طرف ایالات متحده صلاحیت داشت تا «خانه‌های سرگرمی» را در طول مسیر راه‌اندازی کند.

## جمعیت‌شناسی
واریوراستند در سرشماری ۱۸۸۰ و ۱۸۹۰ ایالات متحده ثبت شد. اما پس از آن در سرشماری‌های بعدی دیده نشد.